# Convention internationale contre le recrutement, l'utilisation, le financement et l'instruction de mercenaires
Cette page contient des caractères spéciaux ou non latins. S’ils s’affichent mal (▯, ?, etc.), consultez la page d’aide Unicode.
La Convention internationale contre le recrutement, l'utilisation, le financement et l'instruction de mercenaires est une convention internationale adoptée par l'Organisation des Nations unies en 1989 pour pénaliser le mercenariat. Elle est en vigueur depuis 2001 dans, actuellement, 37 États.

## Précédents
Avant cette convention, au moins deux textes relatifs aux mercenaires avaient déjà été adoptés :
- l'article 47 du Protocole I de 1977 additionnel aux conventions de Genève de 1949, qui définit un mercenaire et déclare qu'il n'a pas droit au statut de combattant ou de prisonnier de guerre[1] ;
- la Convention sur l'élimination du mercenariat en Afrique adoptée par l'Organisation de l'unité africaine en 1977.

## Historique
Cette convention a été adoptée par la résolution 44/34 de l'Assemblée générale de l'ONU, le 4 décembre 1989, lors de la 72e séance plénière de sa 44e session.
Elle a été ouverte à la signature de tous les États membres au siège de l'ONU à New York jusqu'au 31 décembre 1990. 16 États l'ont alors signée (deux États, la Serbie et le Monténégro, ayant par la suite succédé à la signature de la Yougoslavie, le nombre des signataires a été porté à 17). À ce jour, seuls 8 d'entre eux l'ont ensuite ratifiée. Par la suite, 29 États ont adhéré directement. Les États parties sont donc, pour l'heure, au nombre de 37.
Elle est entrée en vigueur le 20 octobre 2001, soit, conformément à son article 19, « le trentième jour qui [a suivi] la date de dépôt auprès du secrétaire général de l'Organisation des Nations unies du vingt-deuxième instrument de ratification ou d'adhésion » (le 20 septembre par le Costa Rica). Elle a été enregistrée sous le numéro 37789.

## Description
Composée de 21 articles, les langues officielles de cette convention sont les langues officielles de l'ONU, à savoir l'arabe, le chinois, l'anglais, le français, le russe, et l'espagnol.
Elle fait suite aux démarches des pays du tiers monde, soutenus à l'époque par les pays socialistes, en vue de lutter contre le mercenariat sur le plan mondial.
La définition du mercenaire s'inspire de l'article 47 du Protocole I, mais va plus loin puisqu'elle s'applique au « conflit armé » (art. 1er, § 1) et à « toute autre situation » (art. 1er, § 2). L'une quelconque des activités énumérées dans le titre est considérée comme infraction quels qu'en soient les auteurs : les mercenaires eux-mêmes (art. 3) ou d'autres sujets (art. 2). Sont également considérées comme infractions la tentative et la complicité (art. 4).
À l'instar d'autres instruments de droit pénal international, les parties contractantes s'engagent à poursuivre ou à extrader (aut dedere aut judicare (en)) les auteurs présumés d'infractions prévues par la convention (art. 9 à 12).
Concernant les relations de cette convention avec le droit international humanitaire (DIH), elle réserve le « droit » qu'a chaque État partie d'inviter le Comité international de la Croix-Rouge (CICR) à rendre visite à une personne détenue sur son territoire en raison d'une infraction commise en violation de ladite convention ou à communiquer avec elle (art. 10, § 4). L'article 16, alinéa b, comporte une clause de sauvegarde du DIH.

## Limites
Selon Todd S. Milliard, alors qu'il était juge-avocat général de l'armée des États-Unis, cette convention couvre les activités des mercenaires dans l'Afrique post-coloniale, mais pas les sociétés militaires privées engagées par des États souverains.

## États signataires et États parties
À l'heure actuelle, les États signataires et les États parties sont les suivants :
| État actuel | État prédecesseur signataire ou adhérent | Signature      | Ratification ou adhésion | Mode d'entrée | Déclaration ou réserve |
| --- | ---------------------------------------- | -------------- | ------------------------ | ------------- | ---------------------- |
| Allemagne |                                          | 20 déc. 1990   | (non ratifié)            | –             | –                      |
| Angola |                                          | 28 déc. 1990   | (non ratifié)            | –             | –                      |
| Arabie saoudite |                                          |                | 14 avr. 1997             | Adhésion      | Oui                    |
| Arménie |                                          |                | 23 nov. 2020             | Adhésion      | Oui                    |
| Azerbaïdjan |                                          |                | 4 déc. 1997              | Adhésion      | Non                    |
| Barbade |                                          |                | 10 juill. 1992           | Adhésion      | Non                    |
| Biélorussie | RSS de Biélorussie                       | 13 déc. 1990   | 28 mai 1997              | Ratification  | Non                    |
| Belgique |                                          |                | 31 mai 2002              | Adhésion      | Oui                    |
| Cameroun |                                          | 21 déc. 1990   | 26 janv. 1996            | Ratification  | Non                    |
| Chypre |                                          |                | 8 juill. 1993            | Adhésion      | Non                    |
| RD du Congo | Zaïre                                    | 20 mars 1990   | (non ratifié)            | –             | –                      |
| Congo | RP du Congo                              | 20 juin 1990   | (non ratifié)            | –             | –                      |
| Costa Rica |                                          |                | 20 sept. 2001            | Adhésion      | Non                    |
| Croatie |                                          |                | 27 mars 2000             | Adhésion      | Non                    |
| Cuba |                                          |                | 9 fév. 2007              | Adhésion      | Oui                    |
| Équateur |                                          |                | 7 déc. 2016              | Adhésion      | Non                    |
| Géorgie |                                          |                | 8 juin 1995              | Adhésion      | Non                    |
| Guinée |                                          |                | 18 juill. 2003           | Adhésion      | Non                    |
| Guinée équatoriale |                                          |                | 21 janv. 2019            | Adhésion      | Non                    |
| Honduras |                                          |                | 1er avr. 2008            | Adhésion      | Non                    |
| Italie |                                          | 5 fév. 1990    | 21 août 1995             | Ratification  | Non                    |
| Liberia |                                          |                | 16 sept. 2005            | Adhésion      | Non                    |
| Libye | Jamahiriya arabe libyenne                |                | 22 sept. 2000            | Adhésion      | Non                    |
| Maldives |                                          | 17 juill. 1990 | 11 sept. 1991            | Ratification  | Non                    |
| Mali |                                          |                | 12 avr. 2002             | Adhésion      | Non                    |
| Maroc |                                          | 5 oct. 1990    | (non ratifié)            | –             | –                      |
| Mauritanie |                                          |                | 9 fév. 1998              | Adhésion      | Non                    |
| Moldavie |                                          |                | 28 fév. 2006             | Adhésion      | Oui                    |
| Monténégro | RFS de Yougoslavie                       | 23 oct. 2006   | (non ratifié)            | –             | –                      |
| Nigeria |                                          | 4 avr. 1990    | (non ratifié)            | –             | –                      |
| Nouvelle-Zélande à l'exclusion de : - Tokelau |                                          |                | 22 sept. 2004            | Adhésion      | Non                    |
| Ouzbékistan |                                          |                | 19 janv. 1998            | Adhésion      | Non                    |
| Pérou |                                          |                | 23 mars 2007             | Adhésion      | Non                    |
| Pologne |                                          | 28 déc. 1990   | (non ratifié)            | –             | –                      |
| Qatar |                                          |                | 26 mars 1999             | Adhésion      | Non                    |
| Roumanie |                                          | 17 déc. 1990   | (non ratifié)            | –             | –                      |
| Sénégal |                                          |                | 9 juin 1999              | Adhésion      | Non                    |
| Serbie | RFS de Yougoslavie                       | 12 mars 2001   | 14 janv. 2016            | Ratification  | Non                    |
| Seychelles |                                          |                | 12 mars 1990             | Adhésion      | Non                    |
| Suriname |                                          | 27 fév. 1990   | 10 août 1990             | Ratification  | Non                    |
| Syrie |                                          |                | 23 oct. 2008             | Adhésion      | Oui                    |
| Togo |                                          |                | 25 fév. 1991             | Adhésion      | Non                    |
| Turkménistan |                                          |                | 18 sept. 1996            | Adhésion      | Non                    |
| Ukraine à l'exclusion « temporaire » depuis 2014 de territoires annexés par la Russie : - République autonome de Crimée (République de Crimée) - Sébastopol (ville fédérale de Russie) et sécessionnistes pro-russes : - Oblast de Donetsk (RP de Donetsk) - Oblast de Louhansk (RP de Lougansk) | RSS d'Ukraine                            | 21 sept. 1990  | 13 sept. 1993            | Ratification  | Non                    |
| Uruguay |                                          | 20 nov. 1990   | 14 juill. 1999           | Ratification  | Non                    |
| Venezuela |                                          |                | 12 nov. 2013             | Adhésion      | Oui                    |
| | RFS de Yougoslavie                       | 12 déc. 1990   | (non ratifié)            | –             | –                      |

Exclusions territoriales :
1. ↑  La Nouvelle-Zélande a adhéré à la convention avec l'exclusion territoriale suivante : « [...] conformément au statut constitutionnel (en) des Tokélaou et compte tenu de l'engagement pris par le Gouvernement néo-zélandais relativement à l'accession à l'autonomie des Tokélaou par la promulgation d'un acte d'autodétermination en vertu de la Charte des Nations unies, la présente ratification ne visera pas les Tokélaou tant que le Gouvernement néo-zélandais n'aura pas déposé auprès du Dépositaire une déclaration à cet effet reposant sur une consultation appropriée avec le territoire. »
2. ↑  Le 20 octobre 2015, le Secrétaire général de l'ONU a reçu la communication C.N.614.2015.TREATIES-XVIII.6 du Gouvernement de l'Ukraine faisant savoir que « depuis le 20 février 2014 et pendant la durée de l'occupation temporaire d'une partie de son territoire – à savoir, la République autonome de Crimée et la ville de Sébastopol – par la Fédération de Russie du fait de l'agression armée perpétrée contre elle par cette dernière, et jusqu'au rétablissement complet du droit et de l'ordre constitutionnels et la reprise par l'Ukraine du contrôle effectif sur ce territoire occupé, ainsi que sur les districts de ses provinces de Donetsk et de Louhansk échappant temporairement à son contrôle du fait de l'agression russe, l'application et la mise en œuvre par l'Ukraine des obligations que lui impose [la Convention], eu égard aux territoires occupés ou échappant à son contrôle, est limitée et ne saurait être garantie. »

## Noms dans les langues officielles
| Langue              | Nom de la convention                                                                                                |        |
| ------------------- | --- | ------ |
| arabe               | الاتفاقية الدولية لمناهضة تجنيد المرتزقة واستخدامهم وتمويلهم وتدريبهم                                               | [ 7 ]  |
| chinois (simplifié) | 反对招募、使用、资助和训练雇佣军国际公约                                                                            | [ 8 ]  |
| anglais             | International Convention against the Recruitment, Use, Financing and Training of Mercenaries                        | [ 9 ]  |
| français            | Convention internationale contre le recrutement, l'utilisation, le financement et l'instruction de mercenaires      | [ 10 ] |
| russe               | Международная конвенция о борьбе с вербовкой, использованием, финансированием и обучением наемников                 | [ 11 ] |
| espagnol            | Convención Internacional contra el reclutamiento, la utilización, la financiación y el entrenamiento de mercenarios | [ 12 ] |